# Нітрянське Сучани
Нітрянське Сучани (словац. Nitrianske Sučany) — село, громада округу Пр'євідза, Тренчинський край. Кадастрова площа громади — 18.07 км².
Населення 1181 особа (станом на 31 грудня 2020 року).

## Історія
Нітрянське Сучани згадуються 1249 року.

## Населення
| Рік:            | 1994. | 2004.   | 2014.   | 2024.   |
| --------------- | ----- | ------- | ------- | ------- |
| Кількість осіб: | 1190  | 1259    | 1215    | 1202    |
| Різниця:        |       | +5,79 % | -3,49 % | -1,06 % |

| Рік:            | 2023. | 2024.   |
| --------------- | ----- | ------- |
| Кількість осіб: | 1200  | 1202    |
| Різниця:        |       | +0,16 % |